# ادوارد بیکر لینکلن
ادوارد بیکر «ادی» لینکلن (۱۰ مارچ ۱۸۴۶–۱ فوریه ۱۸۵۰)دومین فرزند آبراهام لینکلن و مری تاد لینکلن بود، وی در خانه پدریش در خیابان جکسون دیده به جهان گشود.
نام او بخاطر ادوارد دیکینسن بیکر دوست و هم پیمان آبراهام لینکلن بر او گذاشته شد.
ادی تنها ۳ سال و ۱۰ ماه عمر کرد و ۲ ماه قبل از تولد ۴ سالگیش از دنیا رفت.